# William Ferrers, 7. Baron Ferrers of Chartley
William Ferrers, 7. Baron Ferrers of Chartley (nach anderer Zählung auch William Ferrers, 6. Baron Ferrers of Chartley) (* um 1412; † 9. Juni 1450) war ein englischer Adliger.
William Ferrers entstammte der alten englischen Adelsfamilie Ferrers. Er war der älteste Sohn von Edmund Ferrers, 6. Baron Ferrers of Chartley und von dessen Frau Ellen Roche. Nach dem Tod seines Vaters 1435 erbte er dessen Besitzungen und den Titel Baron Ferrers of Chartley, über seine Mutter erbte er dazu Bromwich Castle in Warwickshire. Allerdings wurde er nie in ein Parlament berufen. Er heiratete Elizabeth Bealknap († 28. Mai 1471), eine Tochter von Hamon Bealknap aus Seintlynge bei St Mary Cray in Kent und von dessen Frau John Boteler. Mit ihr hatte er eine Tochter:
- Anne Ferrers (1438–1469) ⚭ Walter Devereux

Nach seinem Tod erbte seine einzige Tochter Anne den Anspruch auf den Titel Baroness Ferrers of Chartley. Sie erbte auch einen Teil seiner Güter, während andere Teile seines Landbesitzes an seinen jüngeren Bruder Edmund Ferrers fielen.